# مدس رورسلف
مدس رورسلف (انگلیسی: Mads Roerslev؛ زادهٔ ۲۴ ژوئن ۱۹۹۹) بازیکن فوتبال اهل دانمارک است.
از باشگاه‌هایی که در آن بازی کرده‌است می‌توان به اشاره کرد.
وی همچنین در تمام رده‌های پایه تیم‌های ملی فوتبال دانمارک بازی کرده‌است.

## دوران ملی
رورسلف در تمامی سطوح بین زیر ۱۷ و زیر ۲۱ سال تیم ملی فوتبال دانمارک بازی کرده‌است.او به ترتیب در مسابقات قهرمانی اروپا زیر ۱۷، زیر ۱۹ و زیر ۲۱ سال ۲۰۱۶، ۲۰۱۸ و ۲۰۲۱ عضو تیم‌های ملی دانمارک بود.